# Arshile Gorky
Arshile Gorky (IPA: [ˌɑːrʃiːl ˈɡɔːrkiː]), nato Vostanik Manoug Adoian (in armeno: Ոստանիկ Մանուկ Ատոյեան; Khorkom, 15 aprile 1904 – Sherman, 21 luglio 1948) è stato un pittore armeno naturalizzato statunitense, esponente dell'espressionismo astratto.

## Biografia
Gorky nacque a Khorkom, un piccolo villaggio situato nei pressi del lago di Van, nell'allora Turchia ottomana (oggi parte della regione turca dell'Anatolia Orientale), il 15 aprile del 1904 in una povera famiglia armena. Nel 1908, per eludere il servizio di leva, suo padre fuggì negli Stati Uniti, lasciando a casa la propria famiglia. Allo scoppio della prima guerra mondiale, nel 1915, Gorky scappò con la madre e le sorelle in Armenia (al secolo una provincia dell'Impero russo), per poter così sfuggire alle atrocità commesse sulla minoranza armena dall'esercito ottomano. Sua madre morirà poi di stenti a Erevan, nel 1919.
Nel 1920, all'età di 16 anni, emigrò negli Stati Uniti, dove in seguito cambiò legalmente nome in "Arshile Gorky", in omaggio allo scrittore russo Maksim Gor'kij, che come lui ebbe una vita errante e dolorosa (Gorky, che in russo significa "amaro", altro non è che la sua trascrizione anglosassone); in America il pittore soleva spacciarsi spesso, soprattutto qualora dovesse interagire con gli ambienti dell'alta società statunitense, per un aristocratico georgiano decaduto, talvolta facendo credere d'essere persino imparentato con il celebre scrittore russo.

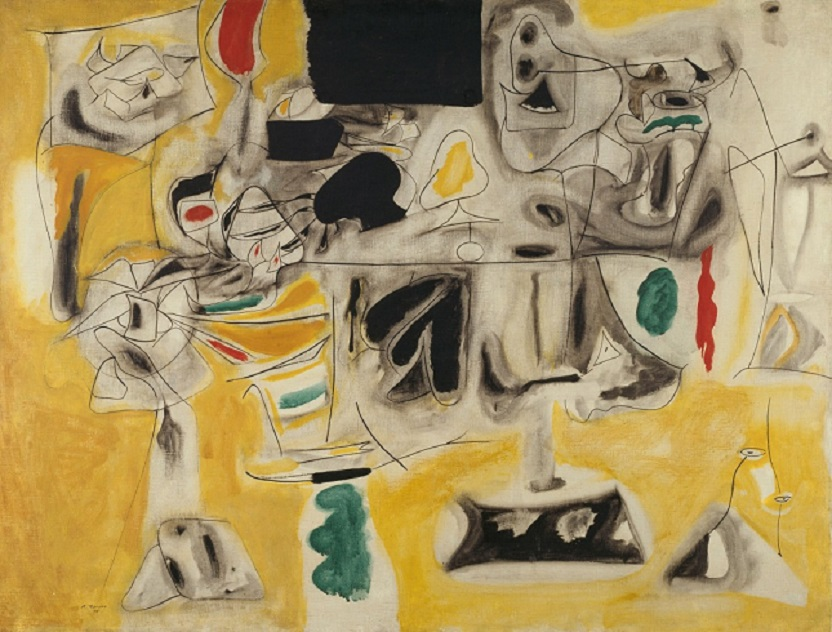
Paesaggio, 1945

Negli Stati Uniti lavorò con gli amici Jackson Pollock, Willem de Kooning e soprattutto con Roberto Matta, che lo influenzò con le sue teorie esistenziali-psicologiche.
André Breton gli dedicò una poesia, L'adieu à Arshile Gorky, così come Alain Jouffroy, Arshile Gorky et les secrets de la nuit, (Cahiers du Musée De Poche, Paris).
Morì suicida all'età di 44 anni. Di tale gesto venne accusato Roberto Matta a causa di una sua relazione con la moglie dell'artista armeno. Harold Rosenberg scrive «Matta diventò "l'altro" di Gorky, nel senso più fatale del termine... come punto focale della sua violenta gelosia.»
Nei primi dipinti si misurava ancora con i maestri del primo Novecento come Picasso nel periodo rosa e nella svolta cubista. Ma già si intravedeva nel suo stile una morfologia morbida ed elastica, senza angoli né spigoli e con colori caldi e soffici.
I suoi lavori si trovano, tra gli altri, alla National Gallery of Art di Washington, al Museum of Modern Art, Metropolitan Museum of Art e Whitney Museum of American Art di New York, all'Art Institute of Chicago, e alla Tate Gallery di Londra.

## Nella cultura di massa
- Viene menzionato nel romanzo di Kurt Vonnegut Barbablù (1987).
- Viene citato nel film Pollock (2000) di e con Ed Harris.
- La sua vita, nella fattispecie i suoi anni da esule del genocidio armeno e poi d'artista maturo in America, è stata rappresentata nel film di Atom Egoyan Ararat - Il monte dell'Arca (2002), dove, da adulto, è interpretato da Simon Abkarian.